# Mallardite
La mallardite est un minéral de la famille des sulfates que appartient au groupe de la mélantérite. Il a été nommé en l'honneur du cristallographe, ingénieur des mines et minéralogiste français François Ernest Mallard (1833-1894).

## Caractéristiques
La mallardite est un sulfate de formule chimique MnSO4·7H2O qui cristallise dans le système monoclinique. Elle se présente sous forme de masses de fibres, jusqu'à 12 mm, d'efflorescences et de croûtes. Sa dureté sur l'échelle de Mohs est de 2.

## Classification
Selon la classification de Nickel-Strunz, la mallardite appartient à "07.CB: Sulfates (séléniates, etc.) sans anions additionnels, avec H2O, et uniquement des cations de taille moyenne" avec les matériaux suivants du groupe de la mélantérite. 
Le groupe de la mélantérite (07.CB.35)
- Biebérite (sulfate de cobalt heptahydraté, CoSO4 · 7 H2O)
- Boothite (sulfate de cuivre heptahydraté, CuSO4 · 7 H2O)
- Mallardite (sulfate de manganèse heptahydraté, MnSO4 · 7 H2O)
- Mélantérite (sulfate de fer heptahydraté, FeSO4 · 7 H2O)
- Zinc-mélantérite (sulfate de zinc, cuivre et fer heptahydraté, (Zn, Cu, Fe)SO4 · 7 H2O)

## Formation et gisements
La mallardite est un minéral rare formé par l'oxydation des sulfures et carbonates de Fe-Mn en conditions d'humidité relative saturée ; typiquement post-mine, quand l'activité peut être saisonnière. Elle a été découverte dans la mine Lucky Boy, située dans les monts Oquirrh (Utah, États-Unis). Elle a également été décrite en un autre endroit des monts Oquirrh, dans la mine Moon Anchoor (Colorado, USA), en divers lieux du Nouveau-Mexique, à Broken Hill (Nouvelle-Galles du Sud, Australie), dans les mines Rio Tinto (Huelva, Espagne), Sainte-Marie-aux-Mines (Haut-Rhin, France), dans la Grotta del Vetriolo (Trente, Italie), dans la mine Johkoku (Hokkaido, Japon), en deux lieux de Bohème (Tchéquie) et dans le cône de cendres primaire du volcan Tolbatchik (Kamtchatka, Russie).
Elle est également associée à d'autres minéraux tels que : mélantérite manganifère (Mine Lucky Boy, Utah, USA) ; jôkokuite, ilésite, rhodochrosite, calcite manganifère, kutnohorite (mine de Jokoku, Japon) ; alabandite (Broken Hill, Australie) ; mélantérite, chvaleticéite, epsomite, jôkokuite, rozénite, ilésite, copiapite et gypse (Chvaletice, Tchéquie).